# Calle del Sombrerete

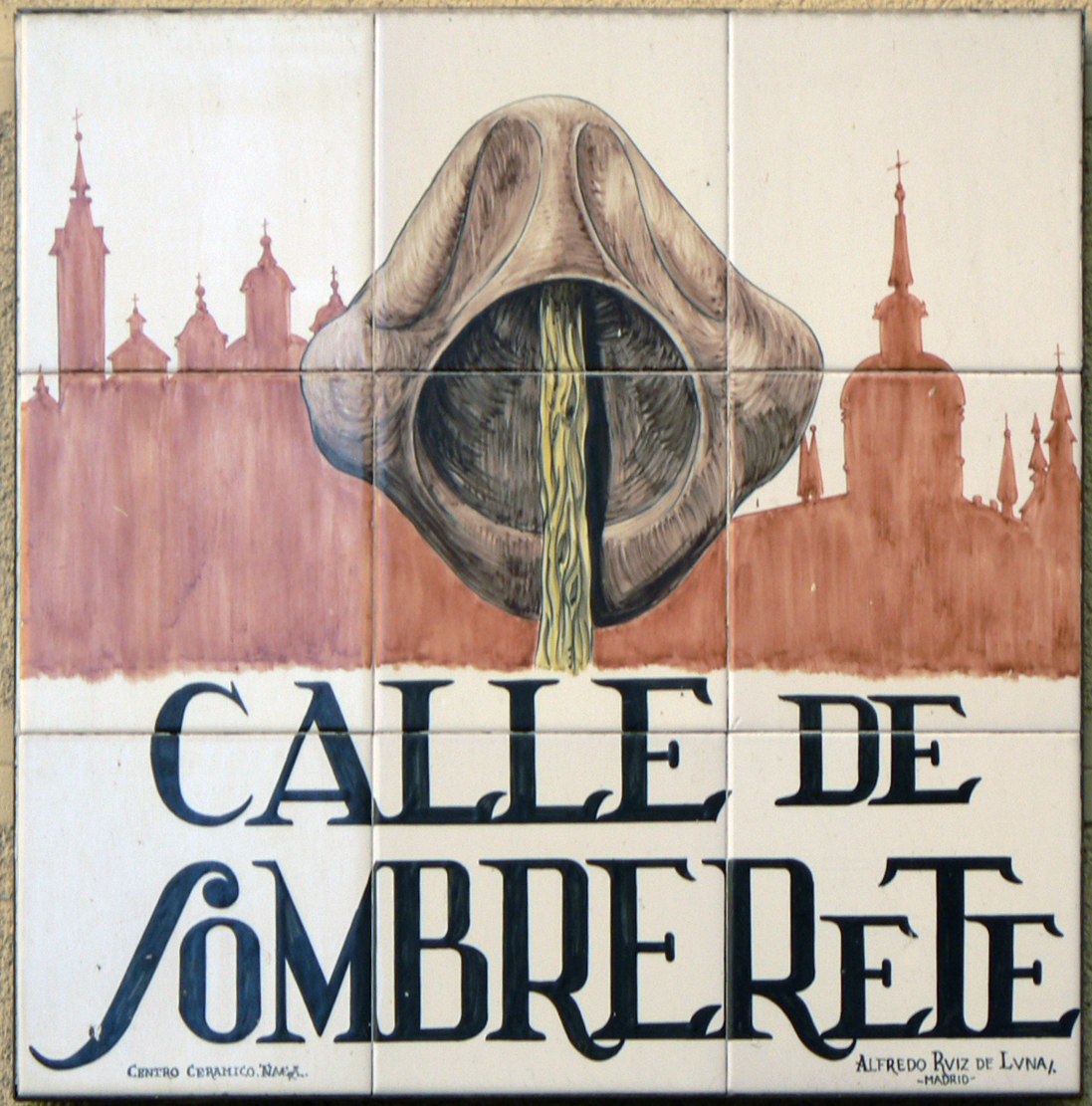
Calle de Sombrerete, en Madrid. Callejero de azulejos del ceramista Ruiz de Luna.

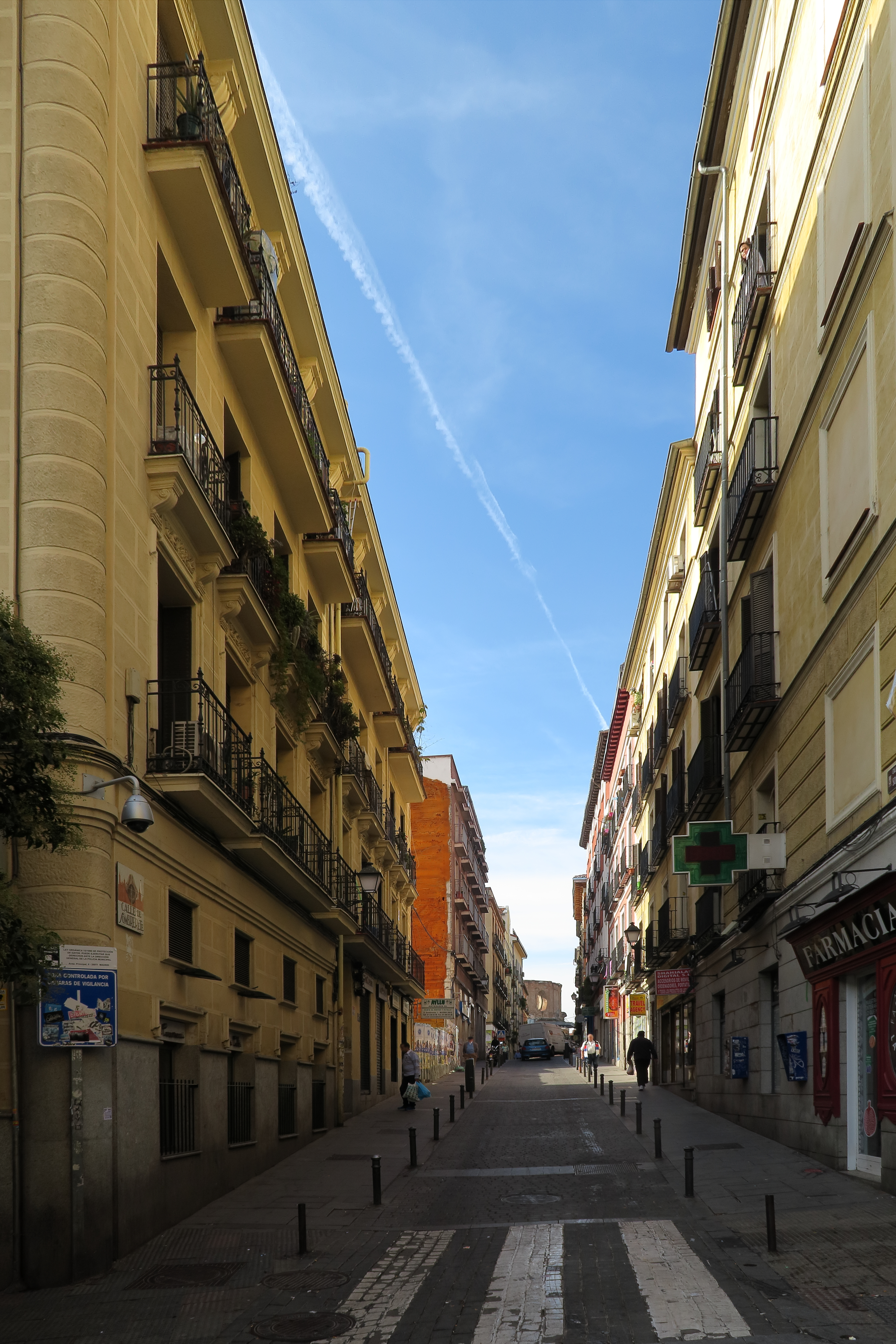
Calle del Sombrerete, desde calle de Lavapiés (en 2016)

La calle del Sombrerete es una corta vía en el barrio de Embajadores del distrito Centro de Madrid, que une la calle Lavapiés con la de Mesón de Paredes. Sombrerete formó parte de las antiguas barriadas de Lavapiés, de Caravaca y de Jesús y María, dentro de los originales distritos de la Inclusa y del Hospital y dependiente de las parroquias de San Millán y San Lorenzo, relaciones municipales que a pesar de ser tan breve vía dan una idea de su larga antigüedad.

## Historia
El origen de su nombre (que en un principio fue el más largo de Sombrerete del Ahorcado) recoge el suceso protagonizado por un supuesto Gabriel de Espinosa, maestro pastelero oriundo de Madrigal de las Altas Torres que, habiendo sido descubierto suplantando al desaparecido don Sebastián, depuesto rey de Portugal, fue condenado a muerte en 1595.
Considerando que en aquellos días Felipe II de España era también rey de Portugal, parece claro que no consintió que 'apareciesen' desaparecidos reyes, fueran auténticos o no. El proceso condenó también a los supuestos cómplices de Espinosa, dos personas 'de calidad' que dijeron reconocer a don Sebastián, Ana de Austria, recluida monja en el convento de Santa María la Real (en Madrigal), y su confesor y vicario en ese convento, fray Miguel de los Santos, agustino portugués con mucha autoridad en dicha Orden y por dos veces provincial en ella, y relacionado con el confesor del rey don Sebastián. El cronista Pedro de Répide sugirió, tras una lectura atenta del proceso y las declaraciones guardadas, que es probable que sí se tratase del 'desaparecido' rey portugués, que la conveniencia de Felipe II convirtió en un imaginario pastelero de la referida localidad de la provincia de Valladolid (cuya Chancillería llevó a cabo la persecución y 'elaboración' del todavía turbio asunto). Otros estudios locales rechazan esta tesis.
Répide, en su estudio de esta calle, relata que el 15 de octubre de 1595 fue recogido fray Miguel de los Santos de la cárcel y llevado a la iglesia del monasterio de San Martín, donde el arzobispo de Oristán presidió la ceremonia de 'degradación', tras la cual, le pusieron el preceptual ferreruelo negro y viejo y un sombrerete. Regresaron a la cárcel donde finalmente se le comunicó la condena a muerte y el escarnio de ser llevado por las calles de Madrid hasta la Plaza Mayor con pregoneros delante. Así ocurrió el 19 de ese mes de octubre, y una vez muerto el fraile portugués, el sombrerete fue paseado por la Villa en lo alto de un palo y arrojado a un montón de estiércol en los corrales del escribano Antonio Cros y Estrada, que la legendaria narración sitúa en las inmediaciones de la calle que hoy lleva tan ridículo nombre, pero que es recordatorio de tan dramáticos sucesos.
El proceso del supuesto Espinosa y sus supuestos cómplices fue llevado en varias ocasiones al teatro y la novela, siendo la más conocida la narrada por José Zorrilla en su obra Traidor, inconfeso y mártir.

### Corralas, manolos y maestros del chotis

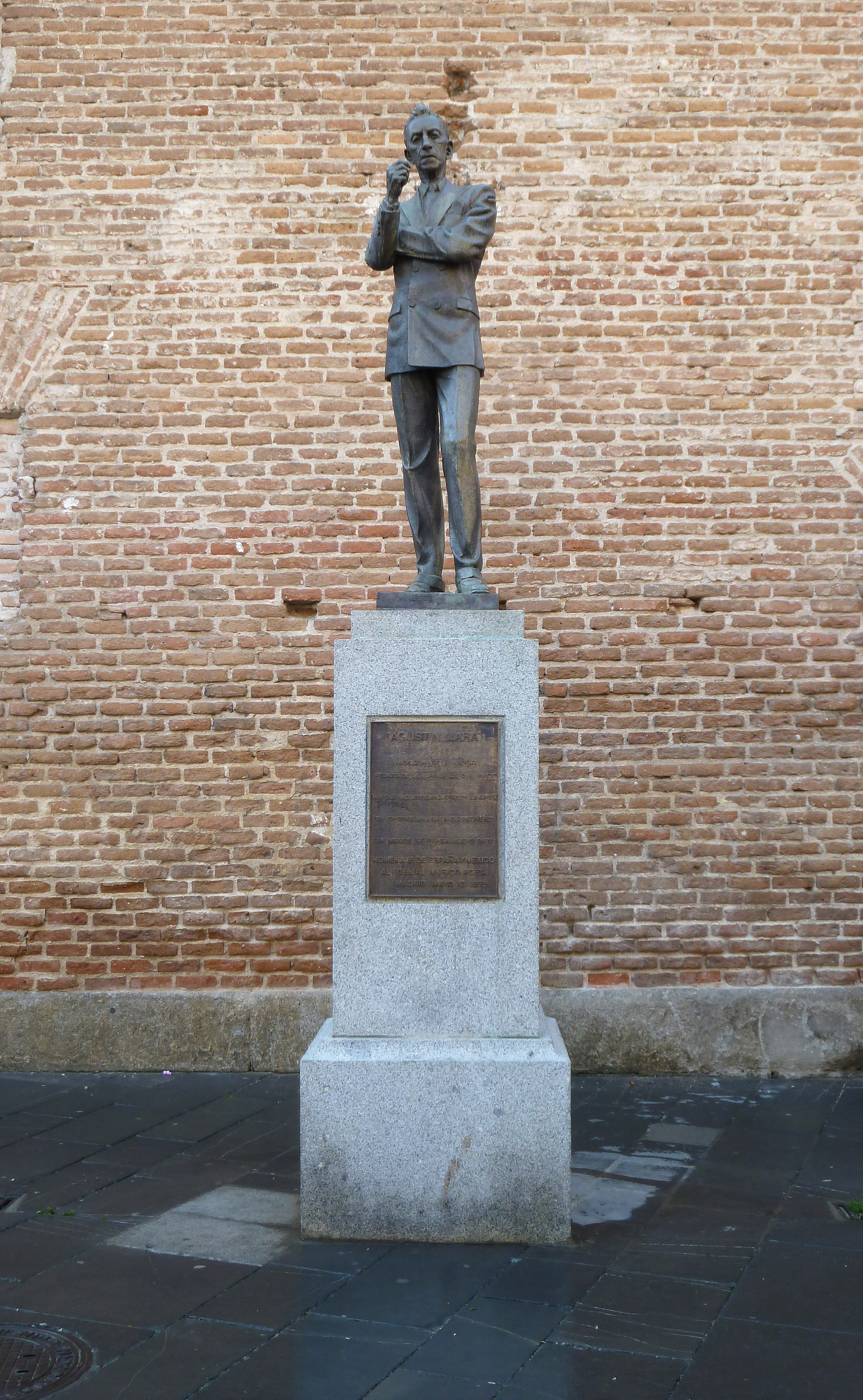
Escultura del artista mexicano Humberto Peraza a la memoria del compositor Agustín Lara.

El cronista Mesonero Romanos, en sus Paseos histórico-anecdóticos por las calles y casas... de Madrid, reuniéndola con las calles aledañas del Tribulete, Dos Hermanas, Del Oso, Cabestreros y De los Abades, dijo de ellas que más allá de ser "todas bastante rectas, desahogadas y con un regular caserío" (...) resultan "absolutamente desnudas de interés artístico e histórico". Sin embargo, en las siguientes páginas, el maestro del costumbrismo literario posromántico, describe con ojo de minucioso etnógrafo la variedad de manolos y manolas de talante castizo que poblaban estos "barrios bajos de la villa".
Al hilo de ese casticismo, y en recuerdo del maestro Agustín Lara, se levantó un monumento inaugurado el 13 de mayo de 1975, frente al número 15 de esta calle. Se trata de una escultura en bronce, de tamaño natural, obra de Humberto Peraza.